# ناثان ليبير
ناثان ليبير (بالإنجليزية: Nathan Leeper) مواليد 13 يونيو 1977، هو لاعب قفز عالي أمريكي. أفضل رقم شخصي له هو 2.35 متر. شارك في دورة الألعاب الأولمبية.

## سجل المنافسة
| العام                 | المسابقة                                    | المكان                | المركز                | ملاحظة                |
| يمثل الولايات المتحدة | يمثل الولايات المتحدة                       | يمثل الولايات المتحدة | يمثل الولايات المتحدة | يمثل الولايات المتحدة |
| --------------------- | ------------------------------------------- | --------------------- | --------------------- | --------------------- |
| 1998                  | ألعاب النوايا الحسنة 1998                   | يونيوندايل            | 6                     | 2.20 م                |
| 2000                  | الألعاب الأولمبية الصيفية 2000              | سيدني                 | 11                    | 2.25 م                |
| 2001                  | بطولة العالم لألعاب القوى داخل الصالات 2001 | لشبونة                | 4                     | 2.29 م                |
| 2001                  | ألعاب النوايا الحسنة 2001                   | بريزبان               | 6                     | 2.24 م                |
| 2001                  | بطولة العالم لألعاب القوى 2001              | إدمونتون              | 12                    | 2.25 م                |
| 2002                  | كأس العالم لألعاب القوى 2002                | مدريد                 | 7                     | 2.10 م                |

## روابط خارجية
- ناثان ليبير على موقع الاتحاد الدولي لألعاب القوى (الإنجليزية)
- ناثان ليبير على موقع أوليمبيديا (الإنجليزية)